# Amazon China
 Amazon.cn (em chinês:  亚马逊中国), anteriormente Joyo.com (chinês: 卓越网) e Joyo Amazon (卓越 亚马逊), é um site de compras on-line chinês localizado em Pequim, China. Em 2004, foi adquirida pela Amazon.

## História

### Original
O Joyo.com era um serviço de informações e sítio de download de TI antes de 2000.
O Joyo foi fundado pela Kingsoft em agosto de 1998, enquanto o Joyo.com se tornou um sítio em fevereiro de 1999.
Naquela época, Joyo era uma subsidiária da Kingsoft, tinha apenas cinco funcionários, mas em meio ano se tornou o 33.º maior site chinês e publicou um CD de software.

### Livraria online
A Kingsoft decidiu transformar o Joyo.com em uma livraria on-line em 1999. As despesas operacionais da Joyo quase não foram cobertas, principalmente com o investimento da controladora.
O Joyo.com tinha a missão de se tornar "o maior e melhor site chinês". Meio ano depois, o Joyo.com se tornou um site conhecido ao lançar com êxito vários CDs de serviço de software offline.
O Joyo.com parou de fornecer serviços de download e informações de TI em 2000 e lançou um novo site de livraria online ao mesmo tempo.
Inicialmente, Joyo prestava serviços em Pequim. Em dezembro, a Joyo começou a prestar serviços em Xangai. Em abril de 2003, começou a prestar serviços em Cantão.
No mesmo mês, o Joyo.com se tornou lucrativo. Em setembro, Joyo recebeu 52 milhões de dólares em investimentos da Tiger Management. Desde então, Joyo expandiu seus negócios para mercadorias em geral e de commodities.

### Amazon
A Amazon.com comprou a Joyo por 75 milhões de dólares em 19 de agosto de 2004. Tornou-se o sétimo site regional da Amazon.com, depois dos EUA, Canadá, França, Alemanha, Japão e Reino Unido.
Em 5 de junho de 2007, "joyo.com" foi renomeado para "amazon.cn" e seu nome em chinês foi alterado de "卓越网" (Joyo Network) para "卓越 亚马逊" (Joyo Amazon).
Em 27 de outubro de 2011, o nome chinês da Amazon China foi alterado de 卓越 亚马逊 (Joyo Amazon) para 亚马逊 中国 (Amazon China).

### Centros de Operação
Amazon.cn construiu quinze centros de operação em diferentes locais, como:
- Pequim
- Xangai
- Tianjin
- Suzhou
- Cantão (duas)
- Chengdu (duas)
- Wuhan
- Shenyang
- Xian
- Xiamen
- Kunshan
- Jinan
- Harbin

### Encerramento
Em abril de 2019, a Amazon anunciou que estava encerrando seus negócios domésticos de comércio eletrônico na China. A empresa lutava há muito tempo para ganhar força na China, apesar de operar lá por mais de uma década. As vendas chinesas da Amazon são pequenas o suficiente para que a empresa não as divulgue em seus relatórios financeiros. O serviço foi descontinuado em 18 de julho de 2019.